# Макљеновац (Добој)
Макљеновац је насељено мјесто у граду Добој, Република Српска, БиХ. Према попису становништва из 1991. у насељу је живјело 2.160 становника.

## Географија
Дио нсеља је Дејтонским мировним споразумом припао општини Усора у ФБиХ.

## Историја
У овом подручју нађени су остаци људских насеобина из периода средњег палеолита и од тада па до данас постоји континуитет живота на овом подручју.
Петровданска битка вођена је 12. јула 1992. године од приградског насеља Вила (Макљеновац) до Путниковог брда. Током првог дана битке за одбрану града погинула су 34 српска борца и припадника полиције, а више од 76 је рањено.
Палеолитски локалитет Лонџа једно је од најстаријих археолошких налазишта на територији Босне и Херцеговине.
Археолошко налазиште Црквина познато је у литератури још 1891. године. Већ тада а посебно послије Другог свјетског рата и индустријализацијом овог подручја, посебно радом каменолома угрожена као истраживачка станица.
Античко утврђење Кастел "Градина - Макљеновац" представља најобухватније истражено римско утврђење у залеђу провинције Далмације, на територији данашње Босне и Херцеговине.
У Музеју у Добоју се чувају нађени археолошки артефакти те се ради на истраживању и очувању локалитета Римски војни логор и цивилно насеље.

## Галерија
- Археолошки налази у Музеју у Добоју

## Становништво
| Демографија | Демографија | Демографија |
| Година      | Становника  | Становника  |
| ----------- | ----------- | ----------- |
| 1971.       | 1.406       |             |
| 1981.       | 1.705       |             |
| 1991.       | 2.157       |             |
| 2013.       | 1.165       |             |